# Bottlik Tibor
Bottlik Tibor (Fehértemplom, 1884. október 16. – Boksánbánya, 1974. október 13.) erdélyi magyar festőművész, szobrász, grafikus.

## Életpályája
1902-ben érettségizett Versecen. 1902–1903 között Budapesten, Vajda Zsigmondnál tanult. 1903-ban a Bécsi Művészeti Akadémia hallgatója volt. 1904-ben a Bajor Királyi Akadémián tanult Münchenben. 1907–1917 között Párizsban dolgozott, ahol Claude Monet és Pierre-Auguste Renoir művészete hatott rá; impresszionista festő lett. 1919–1922 között a fehértemplomi gimnázium rajztanára volt. 1922–1927 között a Slavonski Brod-i gimnázium rajztanára volt. 1927-ben Boksánbányára vonult vissza.
Festett portrékat, kompozíciós műveket, ipari tájakat, falképeket. Tájképeit vibráló színfoltokban, finom reflexekben készítette el.

## Kiállításai

### Egyéni
- 1911 Budapest
- 1958 Resicabánya
- 1974 Temesvári Képtár

### Csoportos
- 1974 Versec